# Огнени улици
„Огнени улици“ (на английски: Streets of Fire) е американски екшън филм от 1984 година, на режисьора Уолтър Хил. Участват Майкъл Паре, Даян Лейн и Уилям Дефо.

## Сюжет
Певицата Елън Ейм е отвлечена насред концерт в родния си град от рокерската банда на Рейвън Шадок, която тормози градчето от край време. По настояване на нейната приятелка Рива, в града се връща брат ѝ и бивше гадже на певицата, който бива нает от продуцента и любовник на Елън, за да я измъкне. Но дали ще го направи за парите, любовта или просто да се докаже като единственото „лошо момче“ на града.

## В ролите
| Изпълнител            | Роля             |
| --------------------- | ---------------- |
| Майкъл Паре           | Том Коуди        |
| Даян Лейн             | Елън Ейм         |
| Уилям Дефо            | Рейвън Шадок     |
| Рик Моранис           | Били Фиш         |
| Еми Мъдиган           | Маккой           |
| Дебора Ван Валкенбърг | Рива Коуди       |
| Ричард Лоусън         | Полицай Ед Прайс |
| Рик Росович           | Полицай Кули     |
| Бил Пакстън           | Клайд Барманът   |